# Endosulfan
Endosulfan is een insecticide en acaricide, dat vooral gebruikt wordt om landbouwgewassen te besproeien om ze tegen insecten en mijten te beschermen. Het wordt ook gebruikt als houtbeschermingsmiddel. Technisch endosulfan (bruine kristallijne schilfers) is een mengsel van twee stereo-isomeren, alfa- en bèta-endosulfan. Het heeft een kenmerkende geur als van terpentijn. Handelsnamen zijn onder andere: Akodan 35 EC, Benzoepin, Endofan 35 EC, Endosol, Hildan, Thiodan, Thionex en Thiosulfan.

## Synthese
De synthese van endosulfan gaat uit van hexachloorcyclopentadieen en but-2-een-1,4-diol. Via een diels-alderreactie ontstaat het gechloreerd derivaat van norborneen. De introductie van de zwavelbrug vindt plaats via reactie met thionylchloride, waarbij endosulfan ontstaat.
Het maakt voor de reactie niet uit welke van de twee isomeren van but-2-een-1,4-diol gebruikt wordt. Bij de eigenschappen van endosulfan wordt melding gemaakt van een α- en een β-isomeer. Waarschijnlijk is hier sprake van een endo- en een exo-isomeer. Een andere mogelijkheid is dat een van de hydroxymethylgroepen aan de zijde van de C2-brug bevindt en de ander aan de zijde van de C1-brug. De grootte van de ringen laat deze structuur ook toe.

## Endosulfan in het milieu
Endosulfan lost bijna niet op in water, maar wordt geadsorbeerd aan (water)bodemdeeltjes. Het breekt slechts langzaam af en kan zich opstapelen in de voedselketen, waarbij de concentratie zo hoog kan worden dat er vergiftigingsverschijnselen optreden. Afbraakproducten van endosulfan zijn onder meer endosulfandiol en endosulfansulfaat, dat even giftig is als endosulfan. De stof is ook zeer giftig voor waterorganismen, het tast onder andere de lever en de hersenen van vissen aan.

## Toxicologie en veiligheid
De stof kan bij kortstondige blootstelling effecten hebben op het centrale zenuwstelsel en het bloed. Blootstelling aan een hoge dosis, 35 mg/kg (2,8 gram voor iemand van 80 kg), kan een dodelijke afloop hebben.
Endosulfan is een zenuwgif voor insecten, maar ook voor zoogdieren, dus ook voor mensen. De LD50-waarde ligt tussen de 30 en 80 mg/kg. De stof werkt in op ionenkanalen waar GABA als moderator optreedt en is een antagonist en remmer van het Ca2+- en Mg2+-transport. Ook ATPases werden geremd.
Deze fysiologische inwerkingen maken endosulfan tot een zenuwgif. De symptomen van een acute vergiftiging zijn hyperactiviteit, rillen, kramp, verlies van coördinatie, ademnood, misselijkheid en braken. Bij zware gevallen kan bewusteloosheid en dood volgen. Er zijn gevallen beschreven waarbij een dosis van niet meer dan 35 mg/kg bij mensen de dood tot gevolg heeft.

## Regelgeving
Omdat niet kan gewaarborgd worden dat endosulfan op een veilige manier kan toegepast worden, heeft de Europese Commissie in 2005 een beschikking genomen om endosulfan te verbieden. Toelatingen voor gewasbeschermingsmiddelen die endosulfan bevatten moesten uiterlijk op 1 juni 2006 ingetrokken worden. In Nederland was het gebruik van endosulfan reeds eerder verboden. In 2011 stemden 173 landen ermee in endosulfan toe te voegen aan de POP-verdragslijst voor uitbanning.